# Малий Грджеваць
45°46′ пн. ш. 17°10′ сх. д. / 45.77° пн. ш. 17.17° сх. д.
Малий Грджеваць (хорв. Mali Grđevac) — населений пункт у Хорватії, у Б'єловарсько-Білогорській жупанії у складі громади Великий Ґрджеваць.

## Населення
Населення за даними перепису 2011 року становило 6 осіб.
Динаміка чисельності населення поселення: